# Mark Stewart (hudebník)
Mark Stewart (10. srpna 1960 Bristol – 21. dubna 2023) byl anglický zpěvák. Koncem sedmdesátých let založil skupinu The Pop Group, která se po vydání dvou alb v roce 1981 rozpadla. Roku 2010 byla obnovena a o pět let později vydala své třetí studiové album. Své první album Learning to Cope with Cowardice Stewart vydal v roce 1983 a jeho producentem byl Adrian Sherwood. Ten se jako producent podílel i na několika jeho dalších albech. Spolu s Sherwoodem byl rovněž řadu let členem kapely New Age Steppers.

## Sólová diskografie
- Learning to Cope With Cowardice (1983)
- As the Veneer of Democracy Starts to Fade' (1985)
- Mark Stewart (1987)
- Metatron (1990)
- Control Data (1996)
- Edit (2008)
- The Politics of Envy (2012)